# Ministarstvo uprave Republike Hrvatske
Ministarstvo uprave (u razdoblju od 2003. do 2009. Središnji državni ured za upravu) je središnje tijelo državne uprave u Republici Hrvatskoj koje obavlja upravne i stručne poslove koji se odnose na:
- sustav i ustrojstvo državne uprave i lokalne i područne (regionalne) samouprave,
- politički i izborni sustav,
- osobna stanja građana,
- registraciju političkih stranaka, zaklada, fundacija i drugih evidencija utvrđenih posebnim zakonima;
- planiranje zapošljavanja u državnoj upravi;
- stručno osposobljavanje i usavršavanje te radnopravni položaj zaposlenih u državnoj upravi i lokalnoj i područnoj (regionalnoj) samoupravi;
- praćenje načina korištenja sredstava rada te primjenu suvremenih metoda rada u državnoj upravi, posebno primjenu računalnih i komunikacijskih sustava u radu te uvođenje novih tehnologija u radu ureda državne uprave u županijama;
- obavljanje poslova za Međunarodnu komisiju za građanska stanja (CIEC), ostvarivanje međunarodne suradnje u pitanjima upravnog prava, državne uprave i lokalne samouprave;
- obavlja poslove upravne inspekcije i druge poslove opće uprave.

Ministarstvo obavlja i druge upravne i stručne poslove koji su mu stavljeni u nadležnost posebnim zakonom, kao i poslove koji nisu stavljeni u nadležnost drugom središnjem tijelu državne uprave.
Na čelu Ministarstva trenutno se nalazi ministar Ivan Malenica.
Ministarstvo se u sastavu petnaeste Vlade Republike Hrvatske spojilo u Ministarstvo pravosuđa

## Vanjske poveznice
- Službene stranice Ministarstva uprave  Arhivirana inačica izvorne stranice od 11. prosinca 2011. (Wayback Machine)